# ماكس فيرستابين
ماكس فيرستابين (بالهولندية: Max Verstappen) (مواليد 30 سبتمبر 1997) هو سائق فورملا 1 هولندي. كان أول سباق له هو جائزة أستراليا الكبرى 2015. في 15 مايو 2016 فاز بجائزة إسبانيا الكبرى للفورملا 1 مع فريق ريد بول وبذلك يدخل التاريخ بصفته أصغر سائق يفوز بجائزة الفورملا الكبرى عن عمر 18 سنة وأيضًا أول هولندي يفوز بسباق الجائزة الكبرى للفورملا 1. فاز ببطولة العالم لسباقات الفورمولا 1 اربعة مرات متتالية 2021 ,2022 و2023, 2024حطم العديد من الأرقام القياسية و يتصدر بطولة العالم 2024 في الوقت الحالي. يعد بالفعل واحد من أفضل السائقين في تاريخ الرياضة في سن صغيرة.

## إحصائيات مسيرته في الفورمولا ١
- ثلاث بطولات
- [10] 203 إنطلاقة
- 61 انتصار
- 40 قطب انطلاق
- 32 أسرع لفة
- 109 منصة تتويج
- 2917.50 نقطة

## روابط خارجية
- ماكس فيرستابين على موقع Racing-Reference.info (الإنجليزية)
- ماكس فيرستابين على موقع DriverDB.com (الإنجليزية)
- ماكس فيرستابين على موقع AS.com (الإسبانية)